# Festa di santa Croce di Carzano
La festa dell'Esaltazione della santa Croce di Carzano di Monte Isola è una celebrazione solenne quinquennale in cui tutte le strade di Carzano e di Novale vengono addobbate con fiori di carta e rami di pino.

## Storia

### La prima versione
Secondo alcuni la festa ebbe le sue origini verso il 1629, anno in cui i Lanzichenecchi in ritirata, dopo essere stati sconfitti a Mantova, portarono la peste in Franciacorta che in poco tempo si espanse in tutta la zona (estendendosi fino al Sebino) imperversando e decimando la popolazione fino al 1632. In tutti i borghi della zona si contarono migliaia di vittime tranne che a Giovine di Pisogne e a Carzano di monte Isola, borghi che furono risparmiati dal contagio. Per questo, proprio a Carzano, ebbe origine la festa di santa Croce.

### Le vere origini
In realtà, stando alle ultime ricerche, pare che le origini siano più recenti ed in un certo senso diametralmente opposte. Infatti sembra che la nascita della celebrazione la si possa far risalire all'anno 1836. In quel periodo il colera asiatico colpì duramente la zona del lago d'Iseo mietendo vittime in ogni luogo, in particolare nei piccoli centri abitati di Carzano e Novale in cui si registrò il più alto numero di decessi in relazione alla popolazione locale. Gli abitanti di questi borghi, per essere risparmiati dall'infuriare della malattia, chiesero la grazia facendo voto alla santa Croce: promisero di onorarla con una magnifica festa a cadenza quinquennale. Da quell'anno, che segnò la scomparsa improvvisa dell'epidemia, si rinnova l'antica promessa che il 14 settembre 2020 avrebbe dovuto vedere nuovamente la luce; purtroppo è stata sospesa a causa della pandemia di COVID-19.
E così per quasi 200 anni la festa viene tramandata di generazione in generazione, di lustro in lustro, con l'intento di proporre una celebrazione ogni volta più grandiosa della precedente. Si noti che ad oggi l'unico anno in cui la festa non ebbe luogo fu il 1945 a causa della guerra, occasione in cui fu rimandata all'anno successivo. Dal 1950 riprese a realizzarsi ogni cinque anni.

## La festa

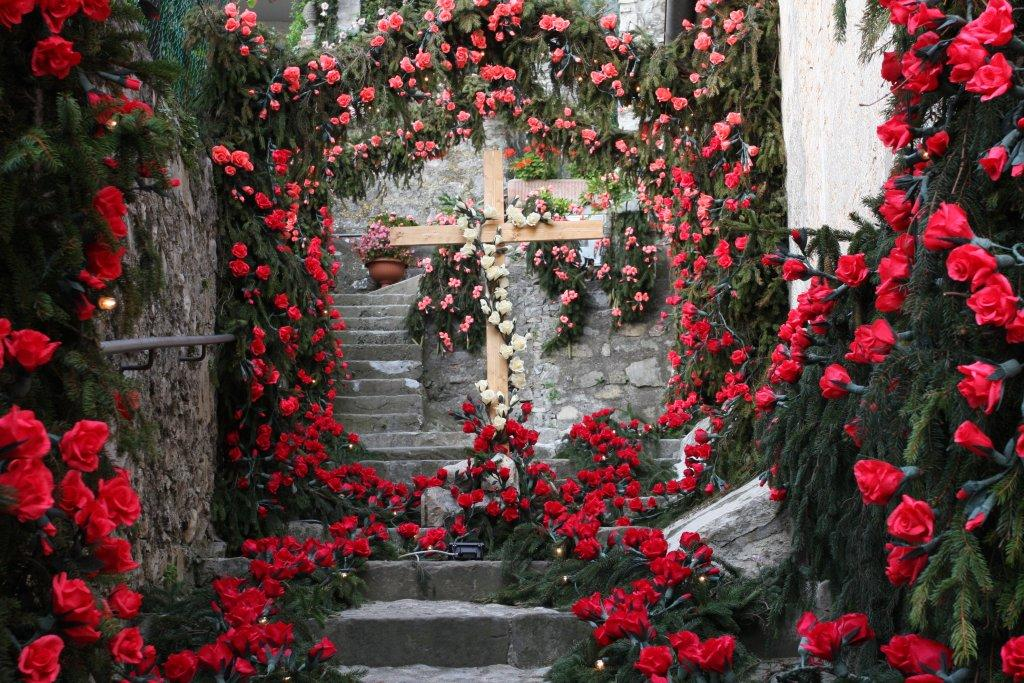
Addobbi per la festa del 2010

### Dettagli della festa
La quinquennale festa di santa Croce è una celebrazione solenne conosciuta in tutta Italia e che ha per cornice l'isola del lago d'Iseo, Monte Isola. La festa ha luogo in due piccoli borghi medievali, Carzano e Novale, che ogni lustro vengono addobbati a festa con arcate ricoperte da rami di pino e fiori di carta fatti rigorosamente a mano dagli abitanti del luogo.
I due paesi si presentano così in una veste unica ed eccezionale che la sera riesce a divenire, se possibile, ancor più magica poiché ogni arcata risplende di tante piccole luci bianche che rendono l'ambientazione da favola. Non manca mai nemmeno la tradizionale pesca di beneficenza che viene organizzata per raccogliere alcuni dei fondi (raccolti anche grazie all'autotassazione degli abitanti stessi) che si rendono necessari per l'organizzazione dell'evento.
Come già detto tutto il lavoro è rigorosamente manuale ed autofinanziato dagli abitanti mentre le tecniche di creazione dei fiori, che ad ogni edizione vengono affinate, sono tramandate di famiglia in famiglia e di generazione in generazione. Si stima che nell'edizione del 2005 siano stati realizzati ed esposti al pubblico più di 200 000 fiori. Questi, partendo da una produzione di inizio ‘900 quasi esclusiva di rose (fiore divenuto simbolo della festa), sono ora di ogni tipo e gli abitanti stessi fanno a gara per realizzarne sempre di più belli e veritieri tanto che la fotografia tipica della festa rappresenta un'ape che si posa su di un fiore di carta alla ricerca del nettare, o di un visitatore che, stregato dalla magia del luogo, si avvicina ai fiori per annusarne l'odore.
Il fulcro delle manifestazioni è da tradizione il 14 settembre giorno in cui la liturgia celebra la festa dell'Esaltazione della santa Croce: nel piccolo borgo si svolge la processione con la reliquia della croce di Cristo che normalmente è conservata in un reliquiario d'argento a forma di croce del XVIII secolo.

### La preparazione
Circa un mese e mezzo prima dell'inizio della festa, si iniziano i lavori di preparazione per l'addobbo delle vie del paese. Vengono costruiti degli archi, con pali di sostegno in legno e listelli che formano la campata superiore. Questi archi vengono quindi ricoperti dai fiori che sono stati realizzati nei quattro anni precedenti all'inizio della festa. I fiori realizzati all'inizio del XX secolo erano quasi esclusivamente rose (fiore diventato simbolo della festa) ma con il passare degli anni gli abitanti hanno sviluppato nuove tecniche artigianali ed oggi si contano decine e decine di riproduzioni diverse di fiori reali.